# Enciclopedia Larousse
Se llama enciclopedia Larousse a las obras y a los contenidos enciclopédicos creados en lengua francesa por la editorial fundada en 1852 por Pierre Larousse, y a las obras derivadas del mismo tipo traducidas y adaptadas a otras lenguas.

## Enciclopedias Larousse en francés
La ambición enciclopédica de la editorial Larousse arranca con el Grand Dictionnaire universel du XIXe siècle (1865-1876, 15 volúmenes, más dos suplementos, en 1878 y 1887), dirigido por el propio Pierre Larousse, auténtica enciclopedia aunque no llevara el término en el título, debido a que aquel ya había sido tomado para la Encyclopédie du dix-neuvième siècle (1836-1853), dirigida por Ange de Saint-Priest. Esta primera obra enciclopédica de Larousse se caracteriza por el estilo personal y en ocasiones combativo que le imprimió Pierre Larousse.
La primera enciclopedia epónima de la editorial Larousse fue el Nouveau Larousse illustré (1897-1904, 7 volúmenes, más un suplemento en 1907), dirigido por Claude Augé. Su texto procede en buena medida del Grand dictionnaire universel du XIXe siècle, reducido a la mitad y reelaborado con un espíritu objetivo y neutral, en beneficio de la homogeneidad y la fiabilidad de las informaciones aportadas. La nomenclatura recogió numerosos neologismos de la ciencia y la técnica de entonces. En conjunto, la obra adoptó un tono más informativo y educativo que su predecesora, en lo que también influyó la mayor importancia otorgada a la ilustración (considerada por Augé como «la auxiliar de la idea»), tanto unos 50 000 grabados acompañando una buena parte de los casi 240 000 artículos, como en unos 500 mapas y unas 90 láminas a color. Su inclusión dio un carácter atractivo e innovador a la obra, y quedó como marchamo de las obras Larousse. Eugène Grasset (1845-1917) diseñó para la cubierta de la enciclopedia una segunda versión de la imagen de  la Semeuse (la sembradora) que creara en 1890 y que constituyó la representación gráfica de la editorial hasta 1952. Con más de 250 000 ejemplares vendidos a lo largo de treinta años, el Nouveau Larousse illustré constituyó la referencia para los demás diccionarios enciclopédicos de la época y su influencia aún pervivió en la segunda mitad del siglo XX. A partir de su concepción y de una reducción de sus contenidos se creó en 1905 el primer Petit Larousse (que daría lugar, en 1912, a su versión en castellano, el Pequeño Larousse).
La siguiente gran obra enciclopédica de la editorial fue el Larousse du XXe siècle (1923-1933, 6 volúmenes, más un suplemento en 1953), dirigido por Paul Augé (1881-1951), hijo de Claude Augé. De carácter popular, con gran peso de la ilustración y artículos más cortos que los de sus predecesoras, la obra recogía las transformaciones operadas por la Primera Guerra Mundial y los acelerados progresos tecnológicos, a la vez que otorgó especial importancia a las biografías. Junto con la alternancia de las voces de la lengua y los nombres propios según el orden alfabético, en el léxico general las voces que lo precisan separaban la información lingüística de la propiamente enciclopédica.
En 1956, la Librairie Larousse incorporó el uso de tarjetas perforadas para inventariar sistemáticamente el vocabulario usual, antes de proceder a la redacción de los artículos, y el Grand Larousse encyclopédique (1960-1964, 10 volúmenes, más dos suplementos), fruto de este nuevo método de trabajo, marcó una nueva época en la creación de las enciclopedias Larousse. Dirigida por Jean Dubois (1920-2015), la obra contó con más de 700 especialistas encargados de elaborar los glosarios de 1 240 temas repartidos en 13 grandes disciplinas. Una vez supervisados por secretarios de redacción responsables de homogeneizar el conjunto, se elaboraron los artículos. La enciclopedia resultante comprendió 100 000 entradas, 450 000 acepciones y 22 000 ilustraciones.
Este sistema de trabajo estructurado, implantado con el Grand Larousse encyclopédique, alcanzó su eficacia plena con la aplicación de la informática en la elaboración de enciclopedias, de la que un primer resultado fue el Grand dictionnaire encyclopédique Larousse (1982-1985, diez volúmenes).
A raíz de la divulgación del ordenador doméstico y las nuevas posibilidades de acceso y presentación de la información de carácter enciclopédico surgidas en la década de 1990, Larousse creó la Encyclopédie Larousse multimédia Kléio (1999), primera enciclopedia en soporte de CD-ROM que comprendía 150 000 artículos, 10 000 fotos, un atlas, una cronología, además de contenidos propiamente multimedia (animaciones, vídeos, documentos sonoros, acceso a internet). Esta obra fue actualizada y ampliada en la Encyclopédie universelle Larousse (2002).
La última gran obra enciclopédica publicada en papel por Éditions Larousse fue el Grand Larousse illustré (2005, 3 volúmenes). Constituida por 87 000 artículos y 6000 ilustraciones, la obra ofrecía, entreverados en los artículos, numerosos accesos a contenidos complementarios online mediante un lápiz óptico diseñado por Philippe Starck (1949-), autor también de la cubierta, que representa una imagen modernizada de la Sembradora.
Desde 2008, Éditions Larousse pone sus contenidos enciclopédicos, permanentemente actualizados, a disposición de todos los usuarios en su página web.

## Enciclopedias Larousse en España
La presencia de Larousse en el mundo de habla hispana a través del Pequeño Larousse y de una dinámica red de comercialización de sus obras, el reconocimiento de la marca y el carácter universal de sus obras enciclopédicas impulsaron la decisión de José Manuel Lara (1914-2003), fundador y propietario de la editorial Planeta, de traducir y adaptar a la realidad hispana el Grand Larousse encyclopédique.
El proyecto, arrancado en 1963, desembocaría en la Gran enciclopedia Larousse (1967-1972, 10 volúmenes). Dirigida por Carlos Pujol (1936-2012), contó con colaboradores de prestigio como el historiador del arte José Milicua (1921-2013) o el historiador Josep Fontana (1931-). Supuso una exhaustiva revisión y adaptación (que comprendía la bibliografía disponible al final de cada volumen), que ha permitido calificar la enciclopedia como «mejor que la francesa»[cita requerida] y que se vio recompensada con una venta «por cientos de miles»[cita requerida].
En la estela de ese éxito, en 1979 Plaza & Janés lanzó la Nueva Larousse P45 (45 volúmenes), dirigida por Guillermo Burel, con un contenido traducido en un 60% y de creación propia el 40% restante, 16 000 páginas, 9028 artículos y más de medio millón de respuestas.
En las décadas de 1980 y 1990, con la instalación en Barcelona de equipos propios de redacción y comercialización  que darían lugar a la constitución de Larousse Planeta en 1991 con María José Sarto como directora general y el filólogo y lexicógrafo Enrique Fontanillo como director editorial (Larousse Editorial, desde 1996), las enciclopedias Larousse en castellano proliferaron. En 1983 publicaron una edición reducida dirigida al público escolar, llamada Mini Larousse. Sobresalieron la Gran enciclopedia Larousse (1987-1990, 24 volúmenes más diversos suplementos), con más de 11 000 páginas y de 200 000 entradas, adaptación del Grand dictionnaire encyclopédique Larousse; y la Larousse 2000 (1998-2002, 16 volúmenes y suplementos anuales hasta el 2009), con 6 400 páginas y 140 000 artículos.
Entre tanto, Edicions 62 publicó la adaptación al catalán de la enciclopedia Larousse: el Gran Larousse català (1990-1993, con diversos suplementos).
En 2002, tras cuatro años de trabajo, Larousse Editorial (entonces, Spes Editorial) lanzó una enciclopedia multimedia, en formato CD-ROM: la Enciclopedia universal Larousse. Una obra con el mismo título, publicada en 2006-2007 y de 30 volúmenes, es la última gran enciclopedia Larousse publicada hasta el momento.